# بیورتن، اورگن
بیورتن (به انگلیسی: Beaverton) شهری در شهرستان واشنگتن ایالت اورگن است و در سرشماری سال ۲۰۱۱ میلادی، ۸۹٬۸۰۳ نفر جمعیت داشته که نسبت به سال ۲۰۱۰، ۱٫۱۵ درصد رشد جمعیت داشته‌است.